# Eleutherodactylus thorectes
Eleutherodactylus thorectes es una especie de anfibio anuro de la familia Eleutherodactylidae.

## Distribución geográfica
Esta especie es endémica del oeste de Haití. Habita entre los 1700 y 2340 m sobre el nivel del mar en las dos colinas del pico Macaya (2,347 m) y del pico de Formón (2,219 m) en unos pocos kilómetros cuadrados en el macizo de la Hotte.

## Descripción
El holotipo femenino mide 15 mm; los machos miden en promedio 12 mm y las hembras 15 mm.

## Publicación original
- Hedges, 1988 : A new diminutive frog from Hispaniola (Leptodactylidae; Eleutherodactylus). Copeia, vol. 1988, n.º 3, p. 636–641[5]